# 28887 Sabina
28887 Sabina è un asteroide della fascia principale interna. Scoperto nel 2000, presenta un'orbita caratterizzata da un semiasse maggiore pari a 2,403905 UA e da un'eccentricità di 0,256503, inclinata di 13,805818° rispetto all'eclittica. Ha un diametro di 4,392 km, un periodo di rotazione di 6,8429 ore e un'albedo di 0,332.
Sabina Raducan è una ricercatrice rumena dell'Università di Berna, esperta in simulazioni numeriche di impatti di asteroidi. Vincitrice del Paul Pellas-Graham Ryder Award, il suo lavoro come membro del DART Investigation Team è stato degno di nota per la comprensione dell'impatto di DART su 65803 I Dimorphos.